# Немеја (град)
Немеја (грч. Νεμέα) је историјски град у Грчкој, је била древна грчка град-држава а данас је древно налазиште у североисточном делу Пелопонеза, у округу Арголида у Грчкој. Некада део територије Клеоне у древној Арголиди, данас се налази у регионалној јединици Коринтије. Мало село Аркаиа Немеа (раније познато као "Ираклион") налази се одмах југозападно од археолошког налазишта, док се нови град Немеја налази на западу.
Овде, у грчкој митологији, Херакле је победио Немејског лава, а овде су се током антике одржавале Немејске игре (завршене око 235. п. н. е.) и прослављане у једанаест немејских ода старогрчког песника Пиндара.

## Митови, легенде и историја
У грчкој митологији, Немејом су владали краљ Ликург и краљица Еуридика. Немеја је у грчком миту била позната као дом Немејског лава, којег је убио херој Херакле, и као место где је Офелта удавила змија (док је лежао у кревету од першуна), док је његова дојиља Хипсипил носила воду за ратнике на њиховом путу од Арга до Тебе. Седморица су основали Немејске игре у његово сећање, у складу са њиховом идејом, односно митом о оснивању, рачунајући да је круна победе направљена од першуна или дивљег облика целера и од црних хаљина судија, тумачених као знак жалости. Немејске игре су документоване од 573. п. н. е., или раније, у Зевсовом светилишту у Немеји.
На теменосу, Офелтов гроб је био окружен олтарима на отвореном и ограђен каменим зидом. Извор воде светилишта назван је Адрастеја: Паусанија, крајем 2. века нове ере, се питао да ли има име зато што га је „Адрастос“ „открио“, или назван Адрастеја, по нимфи која је била дојиља малог Зевса на Криту. Оближњи тумулус је сматран гробном хумком његовог оца, а људи из Арга су имали привилегију да именују свештеника Немејског Зевса. У његово време храм, за који је приметио да је „вредио видети“, је стајао у шумарку чемпреса, кров му је пао и унутар храма није било никаквих идола, кипова или слика. Три кречњачка стуба храма Немејског Зевса из 330. године пре нове ере стоје од изградње, а још два су реконструисана 2002. године. Од краја 2007. године, још четири се поново постављају. У овом храму, који се налази на крају класичног периода и наговештава овај и други развој хеленистичке архитектуре, коришћена су три реда архитектуре, као што је виткост (висина од 6,34 пречника стубова) спољашњих дорских стубова.. Локалитет око храма је откопан у годишњим кампањама од 1973. године: откопани су велики олтар на отвореном, купатила и древни смештај за посетиоце. Храм се налази на месту храма из архајског периода, од којег је још видљив само темељни зид. Стадион је недавно откривен. Значајан је по свом добро очуваном засвођеном улазном тунелу, који датира око 320. године пре нове ере, са древним графитима на зидовима.
Материјал откривен током ископавања изложен је у музеју који је отверен на налазишту који је део ископавања Универзитета у Калифорнији.
Током 2018. године, археолози су открили велику, нетакнуту гробницу која датира из раног микенског доба (1650–1400. п. н. е.).

### Битка на реци Немеји
Године 394. п. н. е. битка на реци Немеји вођена је између Спарте и њених савезника Ахајаца, Елеана, Мантинејаца и Тегеата против коалиције Беотаца, Еубејаца, Атињана, Коринћана и Аргивљана. Ово је била последња победа у којој је Спарта уживала. Тактика је била слична свим другим грчким хоплитским биткама, осим што је војска (када су војске већ биле распоређене, при чему су Спартанци имали уобичајену част да буду са десне стране) отишла више десно од правца напредовања. Ово није било добро за спартанске савезнике, јер је изложило војнике нападу са бока, али је Спартанцима дало прилику да искористе своју супериорну координацију и дисциплину да скрену ка боку Атињана, који су били насупрот стационирани.
Резултат битке је била победа Спарте, иако су њени савезници на левој страни претрпели значајне губитке. Ова спремност да се прихвате губици на левом крилу за бочни положај на десном била је драматична промена од типичне конзервативне хоплитске војне тактике.